# 日東あられ新社
株式会社日東あられ新社（にっとうあられしんしゃ）は、岐阜県揖斐郡池田町にかつて存在したあられ、おかき、おせんべいの専門メーカーである。

## 概要

### 旧・日東あられ
1948年に創業した（旧）日東あられは日東食品工業が前身である。日東あられの社名の由来は明らかにしていない。
亀田製菓などと並んで、日本のあられ、おかき、おせんべいのトップブランドとして知られ、民謡歌手の金沢明子が蝋燭を前に民謡を歌うCMで知名度を高めた。かつては、数々のテレビ番組のスポンサーを数多く務めたこともあり、在京キー5局・在阪準キー5局・在名民放5局を中心にスポットCM展開していた。
北海道や東海3県など、地域限定の土産菓子を持たない会社である。
1991年2月に創業者・岡崎敬治が亡くなった後、粉飾決算が明らかになり、同年5月23日に、628億円もの負債を抱え、名古屋地方裁判所に会社更生法の適用を申請し、倒産した。なお、粉飾決算については、1993年3月11日に、元社長と元取締役経理本部長に対して、商法違反（違法配当）と証券取引法違反（有価証券報告書虚偽記載）で執行猶予付き有罪判決が言い渡されている。会社は、会社更生手続中のため不起訴となった。

### 日東あられ新社
サンヨー食品の支援を仰ぎ、1994年4月に株式会社日東あられ新社を設立。旧・日東あられから営業権および商標権を承継して、会社を再建。
2011年4月時点の社長は元日東あられ新社常務取締役の堀内潔、前社長は、サンヨー食品相談役（前社長）の井田毅だった。一時、同業種で中堅の越後製菓と業務提携し、「ふんわり名人」などの製造委託を受けていたが、後に業務提携を解消した。
2007年3月期から2011年3月期まで5期連続の営業赤字となり、黒字転換の見込みが立たなかったことから、2011年4月18日の臨時取締役会で自主廃業が決議された。経営不振のため、サンヨー食品からの借入金が30数億円に膨んでいたことが主な理由。4月19日に従業員への説明を行い、最後の受注品の出荷を終える2～3ヶ月後に会社清算される予定だったが、本社をサンヨー食品内に移転させたうえで、2011年11月30日の臨時株主総会で同日付での解散を決議、2012年1月11日付で東京地方裁判所から特別清算の開始決定を受けた。報道によると、負債総額は約30億円。なお、「サラダセブン」「ひなあられ」「味千両」など一部の商品は、同業の越後製菓に引き継がれており、現在も販売されている。また工場跡地は非上場会社であるイノアックコーポレーション傘下のイノアック住環境が2014年8月に取得し、2015年4月より稼動している。

## 主要製品
代表製品 - 越後製菓が継承
- 味千両
- サラダセブン
- 日東ひなあられ

「小餅」シリーズ
- サラダ小餅
- ミックス小餅
- しょうゆ小餅
- うに小餅
- 揚げ小餅
- 梅小餅
- 桜小餅
- 抹茶小餅
- 雪小餅

「稲穂の黄金焼き」シリーズ
- 稲穂の黄金焼き 七味あられ
- 稲穂の黄金焼き 梅しそざらめ
- 稲穂の黄金焼き かきもち
- 稲穂の黄金焼き 梅のり巻
- 稲穂の黄金焼き 羽衣しそ

「千潮」シリーズ
- 千潮 - 海苔巻きあられ
- わさび千潮
- 梅千潮

スナック菓子
- 磯ののりせん
- 浜焼えびせん
- まろやかマヨせん
- あまから揚げせん しょうゆ味

その他
- 赤衛門
- 餅達人
- チー鉄火
- こんがり蔵
- 高山餅（餅）
- 日東おもち（餅）
- 日東の鏡餅（餅）

## かつての提供番組
- 『火曜サスペンス劇場』（日本テレビ）
- 『美味しんぼ』（日本テレビ）
- 『JNNニュース』（TBS・隔日、1980年頃まで）
- 『はばたけ!真理ちゃん』(TBS)
- 『カバトット』（フジテレビ）
- 『かいけつタマゴン』（フジテレビ）
- 『クレクレタコラ』（フジテレビ）
- 『森田一義アワー 笑っていいとも!』（フジテレビ）
- 『愛の戦士レインボーマン』→『ダイヤモンド・アイ』（NETテレビ（現・テレビ朝日））
- 『三枝の国盗りゲーム』（ABC朝日放送）
- 『最強ロボ ダイオージャ』（メ〜テレ）
- 『ダイナミックナイター』（岐阜放送テレビ（現・ぎふチャンテレビ）ローカル）
- 在京キー5局・在阪準キー5局・在名民放5局のスポットなど

## CM出演者
- 加藤茶 - えびせんサラダ（1994年ごろ）